# 微罪逮捕
微罪逮捕（びざいたいほ）とは、通常では微罪として黙認や注意で終わるような犯罪行為に対して警察が逮捕を行うこと。別件逮捕と同様、通常は微罪逮捕そのものが単独で行われることはなく、別に取り調べの必要な案件を持つ被疑者の身柄を手っ取り早く確保する目的で行われるので、微罪逮捕の理由となった事案が犯罪として立件されるかどうかには必ずしも注意が払われない。

## 日本における事例
1970年代の日本では新左翼の運動が盛んであり、連合赤軍によるあさま山荘事件や東アジア反日武装戦線による連続企業爆破事件など、過激派によるテロ事件が続発していたため、警察当局はそれらに対して適法手段による徹底弾圧で臨んでいた。過激派を中心とする新左翼党派のメンバーは、路上で唾を吐いた（軽犯罪法違反）、赤信号で横断歩道を渡った（道路交通法違反）容疑などで逮捕されたり、捜査員が意図的にぶつかり、公務執行妨害で逮捕を行う転び公妨などに遭ったりすることが多々あった。赤軍メンバーの行為だけ逮捕につながっていることから、赤軍組織や当時の社会はこれを揶揄して「赤軍罪という罪名が存在する」などと評するほどであった。
1990年代においては、20世紀史上最悪と言われる一連テロ事件である、オウム真理教事件を引き起こしたオウム真理教の信者が数多く逮捕された。カッターナイフを所持していたために銃刀法違反、職務質問から逃げようとして公務執行妨害、マンションや東京ドームでのビラ配布で建造物侵入、ホテルの宿泊者名簿に偽名を記入したことによる旅館業法違反容疑、自動車の移転登録をしなかったために道路運送車両法違反容疑で逮捕などと通常では考えにくい微罪逮捕が行われ、信者四百数十名が別件逮捕・微罪逮捕で拘束された。
2000年代においては、反戦ビラを防衛庁宿舎の各室新聞受けに配布したところ住居侵入罪で逮捕・起訴され（立川反戦ビラ配布事件）、微罪逮捕であるとして批判されたものの、最高裁において有罪が確定した。また、2008年10月に当時内閣総理大臣であった麻生太郎の私邸を見学するツアーを行ったところ、東京都条例違反（無届デモ）及び公務執行妨害の容疑で3人が逮捕、不起訴となり（麻生邸見学ツアー逮捕事件）、レイバーネット日本は微罪・別件逮捕、不当逮捕であると批判している。この他に、アパートを借りる際に反戦運動をすることを告げずに受験勉強をするからとして賃貸契約したことが詐欺罪にあたるとして逮捕された事例などがある。

## 是非
オウム信者の微罪逮捕に対してマスコミが批判的な報道を行うことはあまりなかったが、マスコミが調査報道を通じて権力チェック機能をきちんと果たしていれば警察でもここまで露骨なことはできなかったはずだという指摘がある。